# Seibu (grands magasins)
Pour les articles homonymes, voir Seibu.
Seibu (株式会社 西武 百貨店, Kabushiki-gaisha Seibu Hyakkaten) est une chaîne japonaise de grands magasins. La société est exploitée par Sogo & Seibu, une filiale de Seven & I Holdings.

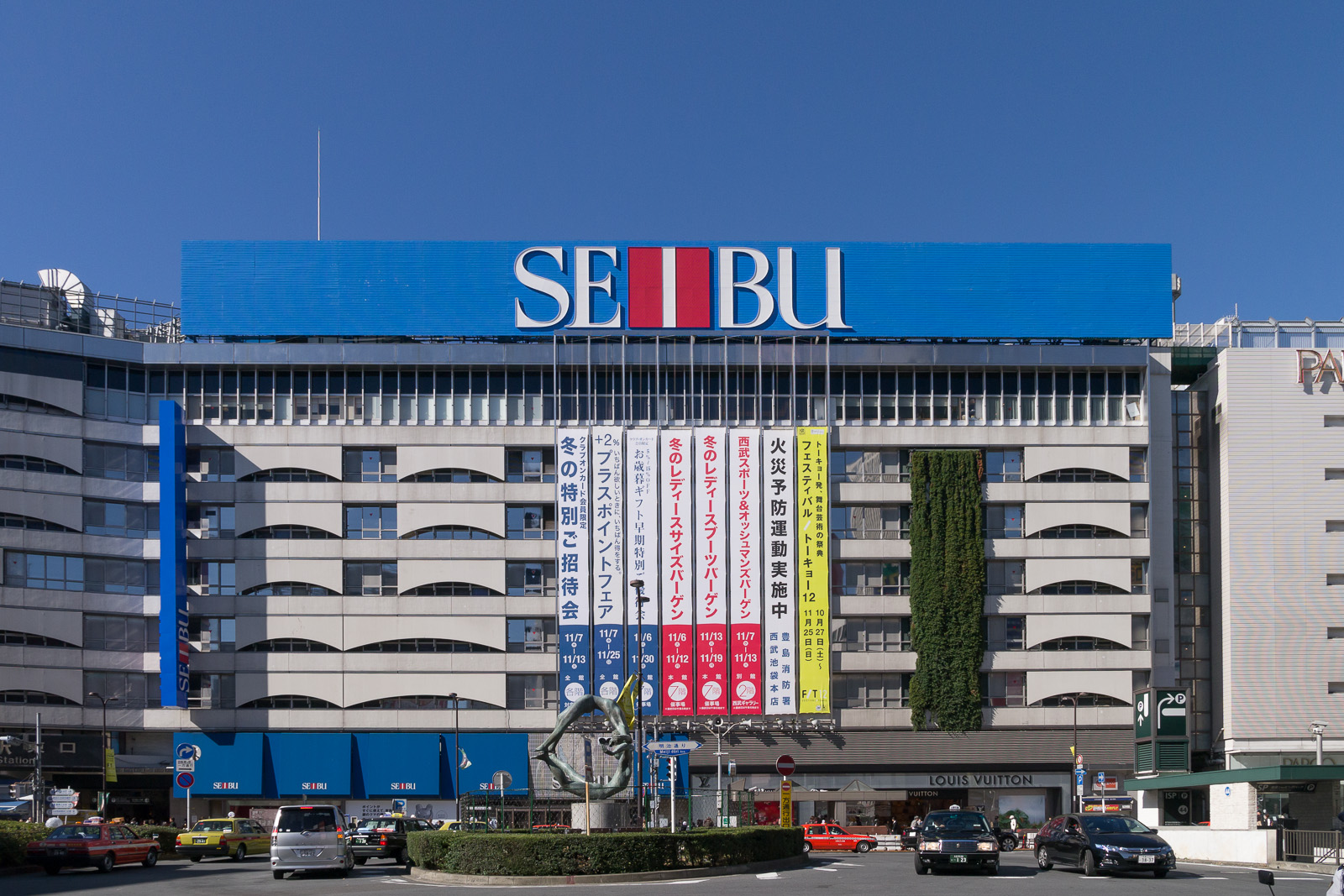
Le grand magasin Seibu d'Ikebukuro (Tokyo)

La société a été membre de l'Association Internationale des Grands Magasins de 1972 à 1990.

## Histoire
Le premier magasin ouvre ses portes en 1949.
Le plus important magasin de la chaîne est situé à Ikebukuro (Tokyo). D'autres magasins sont implantés à Shibuya et à Yurakucho. Le Japon compte seize magasins sur l'ensemble de son territoire alors que d'autres magasins se situent à Hong Kong et en Indonésie. En plus des grands magasins, Seibu exploite les magasins spécialisés Loft, Shell garden, Parco et Muji.
Seibu est typique des grands magasins japonais avec de nombreux magasins dont la surface de vente est répartie sur plusieurs étages, situés à proximité des grandes gares (les magasins appartenant au départ à la compagnie ferroviaire du même nom).

## Données financières
Le chiffre d'affaires annuel est d'environ 5 milliards de dollars.